# ウルグト
ウルグト (ウズベク語: Urgut / Ургут、ロシア語: Ургут、タジク語: Ургут) はウズベキスタン・サマルカンド州の都市である。ウルグトはプラタナスの老木があることで知られており、中には樹齢1000年以上のものもある。ウルグトは州都のサマルカンドより南東に約35kmの山間地域にある。2012年現在の人口は約5万人。

## 概要
ウルグトリク人 (Urgutlik、タジク語ではウルグチ) はウルグト出身の人々を先祖に持つウズベク人の民族集団である。約50万人がウルグトリク人を名乗っている。ウルグトリク人は日常会話ではタジク語を流暢に操る。彼らの大部分はウズベク語を話すことができるものの、幾つかの民族集落ではタジク語が日常会話に用いられている。
ウルグチ人はウルグトの地理的位置関係から商人として他地域との貿易を盛んに行なってきた。これは現代でも受け継がれている。ウルグト最大の市場は品揃えの良く比較的安い値段で商品を入手できるため、州都のサマルカンドからも商人が訪れている。
ウルグトはウズベキスタンにおけるマリファナの生産地としても知られている。ウズベキスタン政府はマリファナ栽培に制限をかけようとしているものの、マリファナ栽培はウルグトの人々にとって重要な収入源の一つになっている。また、国内の64.9％の生産量を占めるタバコを生産しているBATウズベキスタンのたばこ醗酵工場がウルグトに建設されている。

## 教育施設
- サマルカンド州ウルグト地区第15学校[4]

## ギャラリー

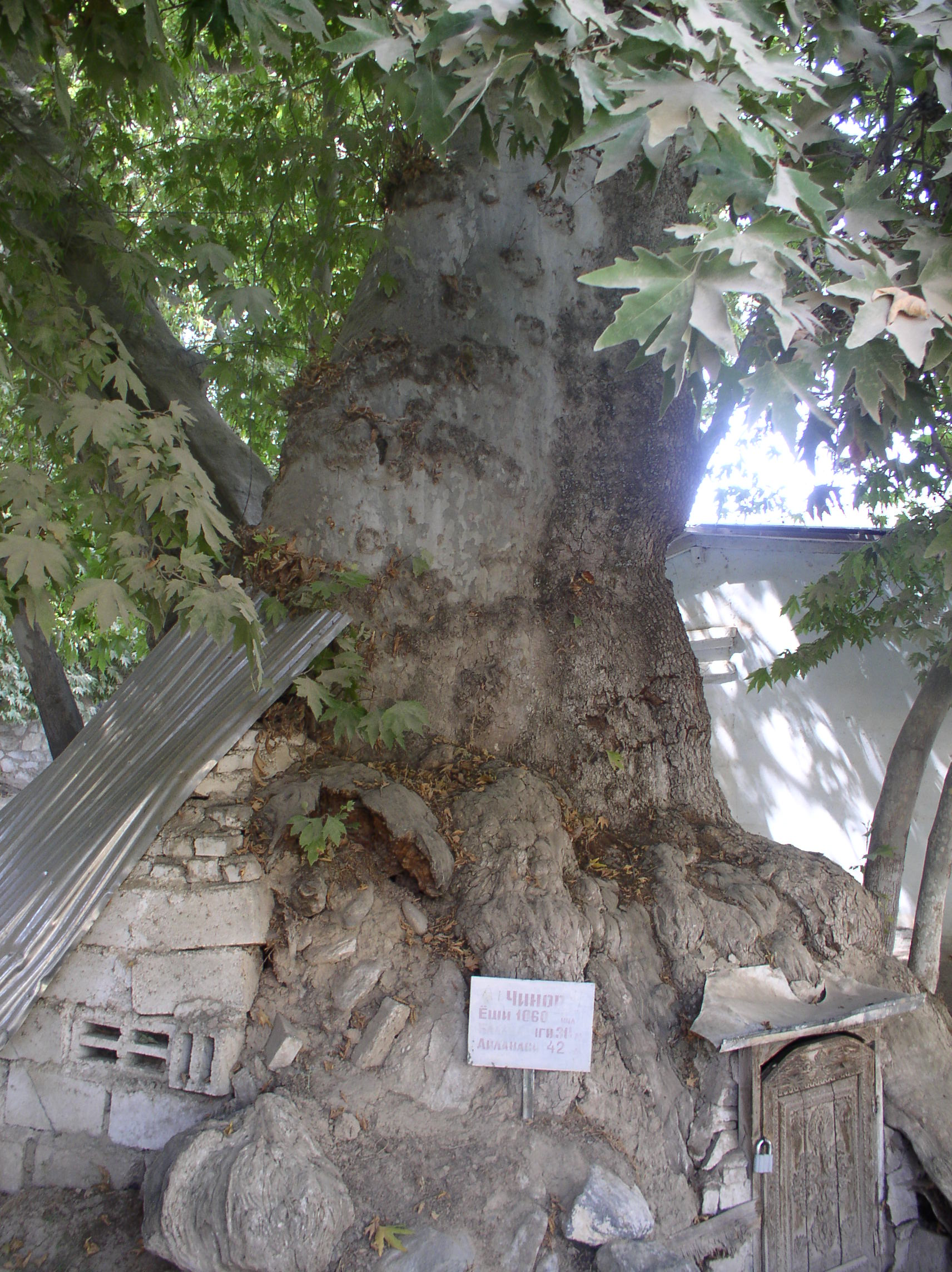
樹齢1060歳のプラタナスの木、根の部分には建物が作られている
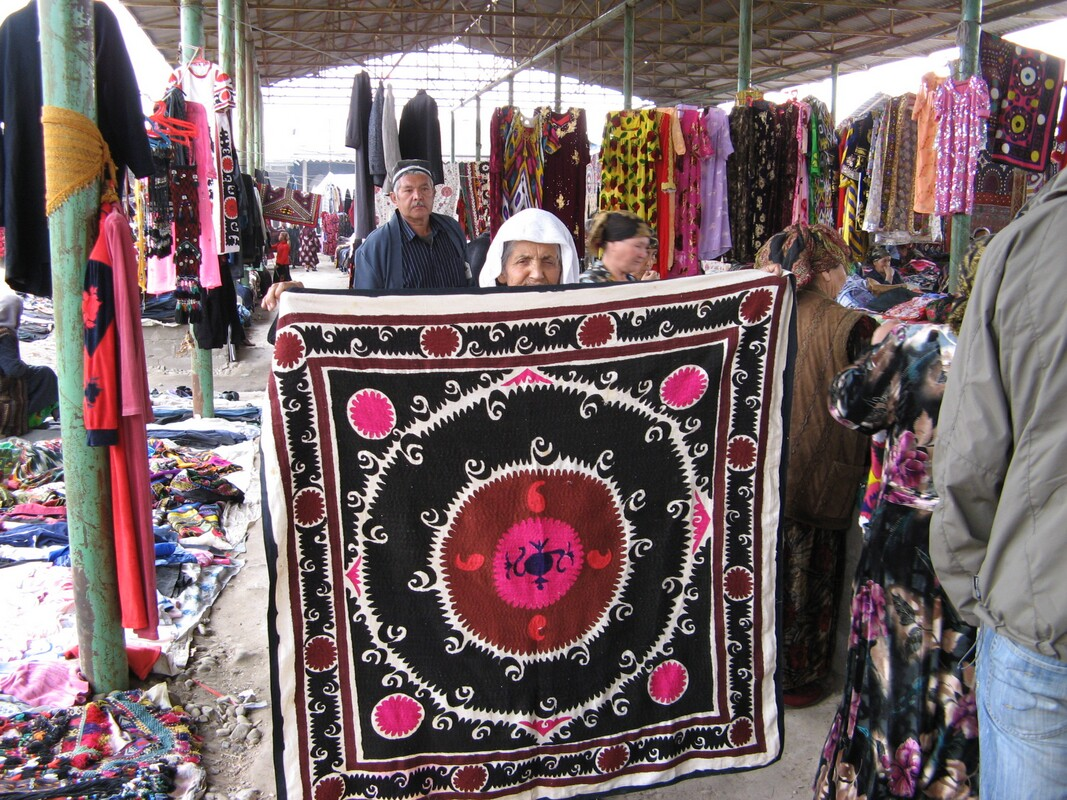
ウルグトの織物市場
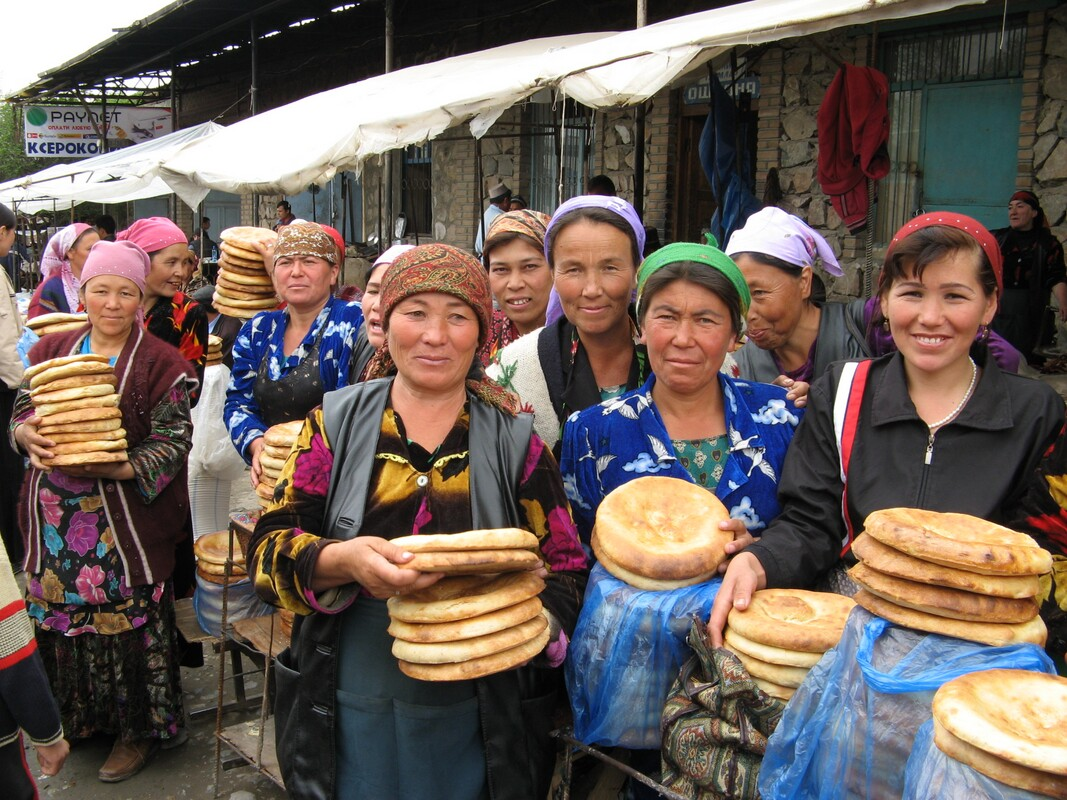
日曜市場